# Dagsmosse
Dagsmosse är en mosse belägen vid Alvastra och sydvästra hörnet av sjön Tåkern i västra Östergötland, inte långt från ruinerna av Alvastra kloster och södra änden av Omberg. Liksom resten av Tåkern har Dagsmosse ett mycket rikt fågelliv.
Vid torvutvinning i Dagsmosse fann man år 1909 resterna av en samlingsplats från yngre stenåldern, anlagd på en plattform av ris och stockar direkt på mossen, och som efter utgrävningar benämns Alvastra pålbyggnad. Pålbyggnadsboplatsen är den enda i sitt slag i Skandinavien men har många motsvarigheter på kontinenten. Den visar klara spår av boskapsskötsel och sädesodling. Man höll sig också med dubbeleggade stenyxor. Dessa drag tillhör trattbägarkulturen. Keramiken i boplatslagren pekade däremot på ett samband med gropkeramisk kultur. Den gropkeramiska kulturen var en med trattbägarkulturen delvis parallell fångst- och fiskekultur med boplatser vid hav och sjöar. Boplatsen vid Alvastra har först använts av människor med tillhörighet i trattbägarkulturen och senare tagits över av människor inom den gropkeramiska kulturen.
År 2012 påträffades nya fynd från äldre stenålder 7 500 till 5 500 år f. Kr. vid Jusseberg i Dagsmosse. Under åren 2017-2020 har utgrävningar utförts. Nu hoppas man på att medel kan beviljas för fortsatta undersökningar. Bland fynden finns en 8 000 år gammal och mycket välbevarad mjärde. I lokalen Dagsmosse Forsby hittades ett snidat nätflöte av furu cirka 9 000 år gammalt. Man har också sett tecken på boplatser.
Utgrävningar vid Jusseberg vid Dagsmosse har hittat en mycket välbevarad stenåldersmiljö med välbevarade fynd 7-10 000 år gamla. Kärrtorven i mossen har neutralt ph och har gett förutsättningar för mycket välbevarade fynd av barkgolv, mjärdar, benredskap med kvarsittande eggar av kvarts. Fynden är avsatt i tjocka kulturlager från cirka 1000 år. Platsen var en mindre ö bildad av vass ute i sjön. De goda bevaringsförhållandena i den syrefria miljön har bevarat hyddbottnar av bark. När ytan har fyllts med avfall och rester från aktiviter har man täckt med ny bark. I detta lager hittades människoben som kan vara rester av någon typ av begravningsritual. Mitt i anäggningen fanns härden och det är flera härdar lsagrade ovanpå varandra. Upp till nio olika eldstäder som med C14 daterats till 9000 års ålder. Bara 100 år skiljer äldsta härden från yngsta. Jusseberg är unikt på grund av sina bevarade boplatslager men platsens avfallslager, 2,5 meter tjockt är också bevarat.
Torvbrytningen på mossen har pågått i hundra år och har troligen förstört många platser med välbevarade lämningar men nu försöker man rädda en del av informationen med hjälp av ekonomiska bidrag från stifteler och riksantikvarieämbetet.